# Ragoli
Ragoli é uma comuna italiana da região do Trentino-Alto Ádige, província de Trento, com cerca de 766 habitantes. Estende-se por uma área de 64 km², tendo uma densidade populacional de 12 hab/km². Faz fronteira com Tuenno, Dimaro, Pinzolo, Molveno, San Lorenzo in Banale, Stenico, Montagne, Preore, Tione di Trento, Bleggio Inferiore.